# Ипсилон Южной Рыбы
Ипсилон Южной Рыбы (Upsilon PsA, υ Piscis Austrini, υ PsA) — звезда в созвездии Южной Рыбы. Видимая звёздная величина +4.99 (видна невооружённым глазом). Находится на расстоянии 528 световых лет от Солнца.